# 相互理解性
相互理解性是指语言学上的互通程度（亦称互懂程度），為某种语言的使用者在从未接触另一种语言（包括听或学习）的情況下，能通过听力或阅读理解另一种语言的程度。这一特点常被用作区分语言与方言的重要根据。另外，社会语言学亦會用作区分的根据。
语言互通有时是不对等的，即语言A与语言B的使用者在交谈时，语言A可能更易被语言B的使用者理解，反之则不成立。互通常发生在地理上毗邻的语言或方言之间，特别是方言连续体中。

## 举例
以下是以下书面上一般可以易于猜测的例子。然而，这不意味者这些语言必然是亲近的。

### 拉丁字母
以下的词语来自希臘語：，在很多印欧语系语言均有相应的同源词。
- 法语
- 德语
- 荷兰语
- 西班牙语
- 葡萄牙语

### 汉字
以下词语全部对于英语science
- 中文：科學
- 日语：〔〕／ kagaku
- ：／ gwahak
- 越南语：／

### 西里尔字母
意思：电脑
俄语：
乌克兰语：
白俄罗斯语：

## 语言列表

### 发音與讀寫
- 阿塞拜疆语：土耳其语[1]
- 布里亞特語：內蒙古方言、喀爾喀蒙古語
- 白俄罗斯语：俄语、乌克兰语[2]
- 波斯尼亚语：克罗地亚语、蒙特內哥羅語、塞尔维亚语（拉丁字母书写）[3]
- 保加利亚语：马其顿语[4]
- 克罗地亚语：波斯尼亚语、蒙特內哥羅語、塞尔维亚语（拉丁字母书写）[3]
- 捷克语：斯洛伐克语、波兰语[5]
- 丹麦语：瑞典语、挪威语[6]
- 芬兰语：卡累利阿語 (高度近似)[7]、克文语及梅安语 (非常高度近似)
- 荷兰语：南非荷兰语（部分）[8]、西弗里斯語（部分）[8][9]
- 英语：低地蘇格蘭語[10]
- 加利西亚语：葡萄牙语[11]
- 標準德语：盧森堡語[9]
- 印尼语：马来语[12]
- 泉漳片：潮汕片
- 卢旺达语：基隆迪语[13]
- 基隆迪语：卢旺达语[13]
- 马其顿语：塞尔维亚语、保加利亚语[4]
- 马来语：印尼语[12]
- 蒙特內哥羅語：波斯尼亚语、克罗地亚语、塞尔维亚语[3]
- 挪威语：丹麦语、瑞典语[6]
- 葡萄牙语：加利西亚语[11]、西班牙語[14][15][16]
- 俄语：白俄罗斯语、乌克兰语[2]
- 低地苏格兰语：英语[10]
- 塞尔维亚语：马其顿语、波斯尼亚语、克罗地亚语、蒙特內哥羅語[3]
- 斯洛伐克语：捷克语[5]
- 西班牙语：加泰隆尼亞语[17]、葡萄牙语[14][15][16]
- 瑞典语：丹麦语、挪威语[6]
- 托克劳语：图瓦卢语[18]
- 土耳其语：阿塞拜疆语[1]
- 图瓦卢语：托克劳语[18]
- 乌克兰语：白俄罗斯语、俄语[2]

### 仅发音
- 保加利亚语与马其顿语：托拉克语、波斯尼亚语、克罗地亚语（前两者用西里尔字母书写，后三者用拉丁字母书写）[19]
- 达利语：波斯语、塔吉克语[20]（塔吉克语用西里尔字母书写，其他两者则用波斯-阿拉伯字母书写）
- 德语：意第绪语[21]（德语用拉丁字母书写，意第绪语则用希伯来字母书写）
- 印地语：乌尔都语[22]（印地语用天城文书写，乌尔都语则用波斯-阿拉伯语字母书写）
- 老挝语：泰语[23]（各有书写系统）
- 波斯语：塔吉克语[20]（波斯语与达利语用波斯-阿拉伯字母书写，塔吉克语用西里尔字母书写）
- 塔吉克语：波斯语、达利语[20]（波斯语与达利语用波斯-阿拉伯字母书写，塔吉克语用西里尔字母书写）
- 泰语：老挝语、壮语（仅限傳統词汇）[23]
- 托拉克语：保加利亚语、马其顿语[19]
- 乌尔都语：印地语[22]
- 维吾尔语：乌兹别克语[24]（维吾尔语用阿拉伯字母书写，乌兹别克语用拉丁字母书写）
- 乌兹别克语：维吾尔语[24]
- 現代標準漢語：東干語

### 仅书写
- 法罗语：冰岛语[25]

### 古语
- 古英语与古萨克森语[26]

## 延伸閱讀
- Casad, Eugene H. . Summer Institute of Linguistics. 1974  [2018-07-31]. ISBN 0-88312-040-2. （原始内容存档于2020-04-23）.
- Gooskens, Charlotte.  (PDF). Bayley, Robert; Cameron, Richard; Lucas, Ceil  (编). . Oxford University Press. 2013: 195–213  [2018-07-31]. ISBN 978-0-19-974408-4. （原始内容存档 (PDF)于2021-08-24）.
- Gooskens, Charlotte; van Heuven, Vincent J.; Golubović, Jelena; Schüppert, Anja; Swarte, Femke; Voigt, Stefanie. . International Journal of Multilingualism. 2017. doi:10.1080/14790718.2017.1350185.
- Grimes, Joseph E. . Language. 1974, 50 (2): 260–269. JSTOR 412437.

## 參閲
- 語言改革

## 外部連結
- Harold Schiffman, "Linguists' Definition: mutual intelligibility" （页面存档备份，存于）. University of Pennsylvania.
- Common words between languages （页面存档备份，存于）